# Константиновка (Кулундинский район)
Константиновка — село в Кулундинском районе Алтайского края. Административный центр Константиновского сельсовета.

## История
Основано в 1909 году. В 1928 г. посёлок Константиновка состоял из 151 хозяйства, центр Константиновского сельсовета Ключевского района Славгородского округа Сибирского края. Колхоз имени Хрущева. С 1957 г. отделение совхоза «Победа».

## Население
В 1928 году в посёлке проживало 816 человек (409 мужчин и 407 женщин), основное население — украинцы. По переписи 1959 г. в селе проживало 521 человек (228 мужчин и 293 женщины).
| 1997 | 1998 | 1999 | 2000 | 2001 | 2002 | 2003 |
| ---- | ---- | ---- | ---- | ---- | ---- | ---- |
| 458  | ↘453 | ↘444 | ↗453 | ↘445 | ↘441 | ↗451 |
| 2004 | 2005 | 2006 | 2007 | 2008 | 2009 | 2010 |
| ↘441 | ↘427 | ↘406 | ↗407 | ↗411 | ↘370 | ↗378 |
| 2011 | 2012 | 2013 |      |      |      |      |
| ↘376 | ↘352 | ↘344 |      |      |      |      |